# Dainis Krištopāns
Dainis Krištopāns (Ludza, 27 settembre 1990) è un pallamanista lettone, terzino del Melsungen.

## Palmares

### Competizioni nazionali
- Campionato slovacco di pallamano maschile: 6

Tatran Prešov: 2009-10, 2010-11, 2011-12, 2012-13, 2013-14, 2014-15
- Coppa della Slovacchia: 6

Tatran Prešov: 2009-10, 2010-11, 2011-12, 2012-13, 2013-14, 2014-15
- Campionato bielorusso di pallamano maschile: 2

Meshkov Brest: 2015-16, 2016-17
- Coppa della Bielorussia: 2

Meshkov Brest: 2015-16, 2016-17
- Campionato macedone di pallamano maschile: 2

Vardar: 2017-18, 2018-19
- Coppa di Macedonia: 1

Vardar: 2017-18
- Supercoppa di Macedonia: 3

Vardar: 2017, 2018, 2019
- Division 1: 3

PSG: 2020-21, 2021-22, 2022-23
- Coppa di Francia: 2

PSG: 2020-21, 2021-22

### Competizioni internazionali
- EHF Champions League: 1

Vardar: 2018–19
- SEHA League: 2

Vardar: 2017-18, 2018-19